# Juegos Hereos

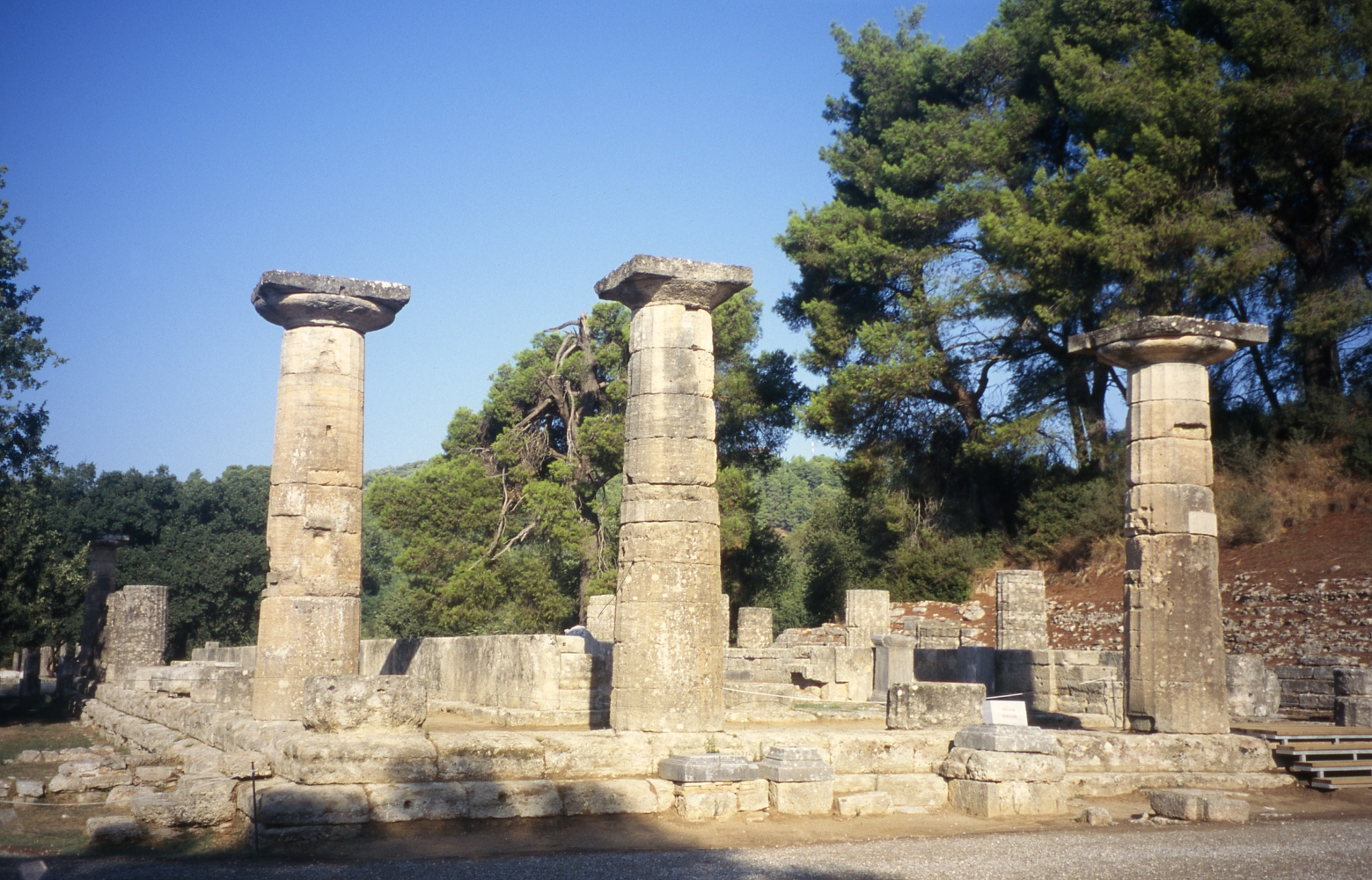
Templo de Hera en Olimpia.

Los juegos hereos (en griego τὰ Ἡραῖα "ta Hêraia") de la Grecia antigua eran concursos deportivos organizados en Argos y en Olimpia en honor de la diosa Hera y reservados a las mujeres. Pueden considerarse el antepasado del deporte femenino de competición y la versión femenina de los juegos olímpicos antiguos. Son mencionados por Pausanias.

## Juegos hereos de Olimpia

### Origen
Pausanias relata la tradición de que en Olimpia los juegos hereos habían sido instituidos por Hipodamía como acción de gracias a Hera por su boda con Pélope, pero también señala un origen histórico de estos juegos en torno al 580 a. C: el tirano de Pisa Damofonte había causado muchos males a los habitantes de Élide por lo que, a su muerte, para tratar de reparar los males causados se formó un grupo de 16 mujeres (una por cada ciudad que había entonces en Élide). Estas mujeres establecieron los juegos Hereos y cada cuatro años tejían un peplo para Hera.

### Características
Los juegos estaban organizados por las denominadas «dieciséis mujeres» y consistían en carreras de muchachas donde había tres categorías de edades. Se corría con el pelo suelto y las participantes vestían una túnica que llegaba hasta un poco más arriba de la rodilla y dejaba al descubierto la zona del hombro derecho hasta el pecho . Las carreras tenían lugar en el mismo estadio de Olimpia donde se desarrollaban los juegos olímpicos, pero, también según Pausanias, se les reducía la sexta parte del mismo. Los premios consistían en coronas de olivo, y parte de una vaca que había sido previamente sacrificada a Hera. A veces se dedicaban estatuas a las vencedoras.